# Molleriopsis abyssicola
Molleriopsis abyssicola är en snäckart som beskrevs av Bush 1897. Molleriopsis abyssicola ingår i släktet Molleriopsis och familjen Cyclostrematidae. Inga underarter finns listade i Catalogue of Life.